# 마쓰자카 다이스케
마쓰자카 다이스케(일본어: 松坂 大輔, まつざか だいすけ, 1980년 9월 13일~)는 일본의 은퇴한 야구 선수이다. 현역 시절 일본 프로 야구의 사이타마 세이부 라이온스 소속으로 활동했다.
애칭은 헤이세이의 괴물(平成の怪物) ,   마쓰퐁(マツポン), 마쓰(マツ), 다이스케(ダイスケ) 이고, 미국 언론에서는 Dice-K, D-Mat라는 애칭이 있었고 보스턴에서는 ‘Dice-K’를 선호하고 있으며 마쓰자카 본인은 싸인할 때 ‘D-Mat’를 사용하기도 했었다.

## 인물

### 프로 입단 전
아오모리현 아오모리시에서 태어나 도쿄도 고토구에서 자랐으며 요코하마 고등학교 재학 시절 시속 152 km/h의 예리한 강속구와 날카로운 슬라이더, 커브, 체인지업을 무기로 고등학교 수준의 투수로서 ‘헤이세이의 괴물(平成の怪物)’이라는 별명이 불릴 정도로 언론에 큰 주목을 받았다. 요코하마 고등학교 시절인 1998년의 전국 고등학교 야구 대회(고시엔대회)에서 준준결승전인 고교 명문 PL가쿠엔 고등학교를 상대로 연장 17회의 접전 끝에 250개의 공을 던지면서 완투승을 기록, 다음날 준결승전 상대인 메이토쿠기주쿠 고등학교전에서 1이닝에 등판, 팀은 역전극을 벌인 끝에 결승전에 진출했다.
결승전인 교토세이쇼 고등학교전에서는 시마 세이이치가 기록한 이래 59년 만에 결승전에서 노히트 노런을 기록하는 등의 압도적인 활약으로 팀도 춘계·하계 대회에서 모두 연패를 달성했다. 또, 새로운 팀이 결성된 이후 1997년 추계 현 대회 예선부터 다음해 제53회 국민 체육 대회 결승까지 공식 경기에서 44연승을 기록하는 대기록을 세웠다. 제3회 아시아 야구 선수권 대회에서도 등번호 1번을 착용해 결승전에서는(준결승전에서는 당시 한국인이던 백차승이 소속된 대한민국 대표팀을 꺾었다) 쟝즈지아가 소속된 대만 대표팀을 누르고 우승을 이끌었다.
1998년도 프로 야구 신인 선수 선택 회의에서는 지명 순위 1위로 세이부 라이온스, 요코하마 베이스타스, 닛폰햄 파이터스 등 3개 구단이 경합을 벌인 끝에 세이부가 교섭권을 획득, 당초 드래프트 직후의 회견에서 마쓰자카는 “자신의 희망 구단은 요코하마 베이스타스였다”라고 밝혔지만 고심 끝에 세이부에 입단했다.

### 세이부 라이온스 시절

#### 1999년
히가시오 오사무 감독이 이끄는 세이부에 입단한 이후 이듬해인 1999년 4월 7일, 도쿄 돔에서 열린 닛폰햄 파이터스전의 첫 선발 투수로 등판하면서 시속 155km/h의 직구를 포함해 8이닝 2실점의 호투로 첫 승리를 기록하는 등 강렬한 프로 데뷔를 장식했다. 같은 해 4월 21일의 지바 롯데 마린스전에서는 팀이 0대 2로 석패, 4월 27일의 지바 롯데전에서 데뷔 이후 첫 완봉승을 기록하였다.
5월 16일 오릭스 블루웨이브전에서 오릭스의 간판타자인 이치로와의 첫 대결이 화제가 되었지만, 이치로를 3타석 연속 삼진(1볼넷)을 거의 완벽하게 처리했다. 경기 종료 후에 가진 히어로 인터뷰에서 “나 자신으로부터 확신이 바뀌었다”라고 말했다. 7월 24일에 올스타전의 출장 선수로 선정되면서 올스타전 제1차전에 선발 투수로 등판해 3이닝을 던지는 등 고졸 신인으로서는 유일하게 사상 최다인 무려 5개의 탈삼진을 기록, 그러나 3회초에 팀의 실책으로 2점을 잃으면서 패전 투수가 되었지만, 이 경기에서 우수 선수상과 올스타전 신인상을 동시에 수상했다. 이후 시드니 올림픽의 일본 야구 대표팀 선수로 아시아 예선에 출전하여 9월 15일 대만전에 선발 투수로 등판, 후루타 아쓰야(야쿠르트 스왈로스)와의 배터리를 짜는 등 1실점 완투 승을 거두어 일본의 올림픽 본선 진출에 기여하는 역할을 하였다. 데뷔 첫 해인 1999년 시즌 최다인 16승을 기록하여 다승왕 타이틀을 획득, 고졸 신인으로서는 처음으로 베스트 나인과 골든 글러브상을 동시에 수상하였을 뿐만 아니라 고졸 신인 투수로서는 호리우치 쓰네오(요미우리 자이언츠) 이후 33년 만에 퍼시픽 리그 신인왕을 석권하면서 실력을 과시했다.

#### 2000년

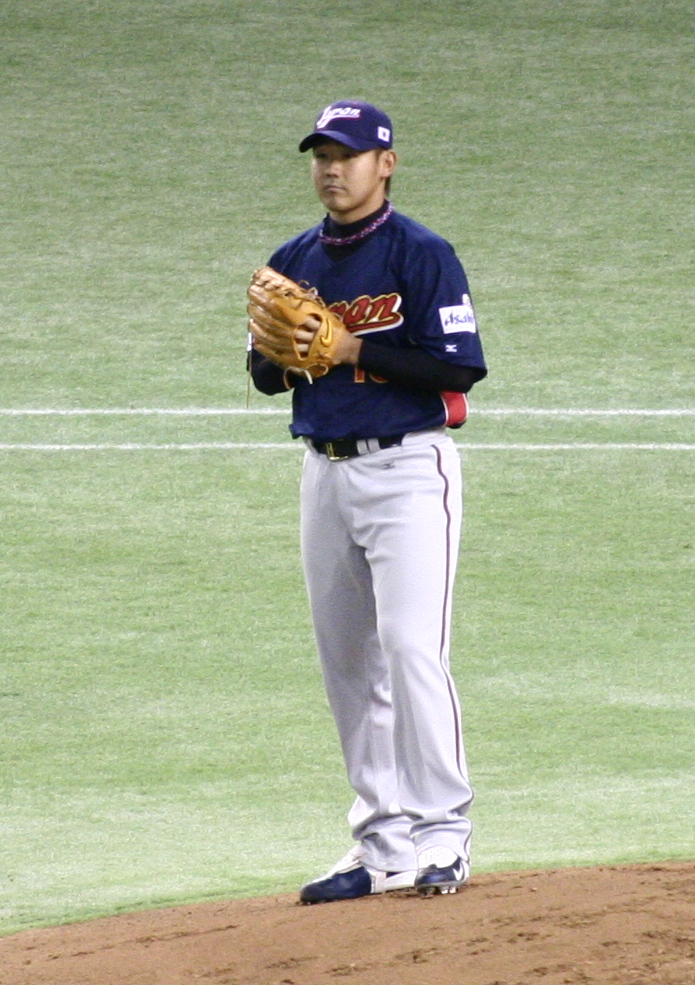
2006년 월드 베이스볼 클래식 일본 대표팀 시절의 마쓰자카

쓰노 히로시(닛폰햄) 이래 15년 만에 10대 선수로서의 개막전 선발 투수를 맡았다. 정규 시즌 도중 프로 선수와 아마 추어 선수 혼성으로 구성된 시드니 올림픽 야구 일본 대표팀으로 선발하면서 닷새 후인 9월 17일 미국전에 선발로 등판하였지만 팀은 연장 13회에서 끝내기 패배를 당했고, 이후 9월 23일의 대한민국전에 선발 등판하여 첫 이닝에 무려 4실점을 하는 등 합계 161개의 공을 던지면서 9이닝 5실점을 기록, 팀은 또 다시 접전 끝에 패했다. 사흘 뒤 3위 결정전에서 상대인 대한민국과 다시 격돌, 구대성과의 투수전을 펼쳤지만 8회말에 상대 타자인 이승엽의 결정적인 2루타를 허용하면서 3실점 완투패, 호투도 보답 받지 못한 채 일본은 올림픽 야구로서는 1984년 이후 처음으로 메달을 놓치게 되는 불명예를 안게 되었다. 이후 정규 시즌에서 오노 신고(지바 롯데)와의 다승왕 타이틀을 놓고 경쟁한 끝에 2년 연속 다승왕(14승) 타이틀을 획득했다.

#### 2001년
이듬해 정규 시즌에는 15승 15패, 3.60의 평균 자책점을 기록하면서 시즌 최다인 15승을 올리는 등 3년 연속 다승왕 타이틀을 획득, 고졸 출신으로서는 데뷔 초부터 3년 연속의 다승왕 타이틀 획득은 일본 프로 야구 사상 최초였다. 또 최고의 투수에게 주어지는 사와무라 에이지상을 수상했지만 일부 선정 위원들은 15패를 기록했다는 이유로 반대 의견이 나오기도 했었다. 어쨌든 양대 리그에서 유일하게 15승을 달성한 투수로서 240와 1/3이닝이라는 압도적인 투구 이닝을 기록했다는 이유였지만 일부 심사 위원들은 2년 연속 ‘해당자 없음’이라는 초유의 사태를 피하고 싶다는 견해를 밝혔다.

#### 2002년
정규 시즌에 팀이 개막 이후 6연승을 기록하는 등 순조로운 스타트를 끊었지만, 5월 13일에 있은 오사카 긴테쓰 버펄로스와의 경기에서 오른쪽 팔꿈치에 부상을 당하는 등 몇 차례나 1군에 복귀하였지만 제구력 난조 등 본래의 투구는 돌아오지 않고 팀 전력에서 장기 이탈되는 상황이 발생하기도 했다. 그 해에 팀은 리그 우승을 제패하였지만 일본 시리즈인 요미우리 자이언츠와의 맞대결에서 두 차례 등판하였지만 요미우리 타선에 막히는 등 2패라는 성적을 기록하는 것을 비롯해 팀은 4전 전패라는 최악의 성적을 기록, 부진한 한 해를 보냈다.

#### 2003년
2002년 시즌의 부진을 씻으며 개인 최다 기록인 16승을 올리는 등 프로 데뷔 이후 처음으로 2.83의 최우수 평균 자책점 타이틀을 석권했다. 이후 아테네 올림픽 야구 대표팀 선수로 출전하여 아시아 예선전인 11월 6일의 대만전에 선발로 등판해 7이닝 무실점 호투로 승리, 팀은 올림픽 본선 출전 조건인 2위 안에 들면서 동시에 최우수 투수로 선정되었다.

#### 2004년
지바 롯데와의 개막전에서 첫회 선두 타자였던 하루 도시오에게 초구를 얻어맞아 안타를 허용했고 4번 타자(일본 프로 야구 진출 후 첫 타석)인 이승엽에게 적시타를 허용하면서 실점을 기록하는 등 개막전에서 패전 투수가 되었다. 7월 10일, 올스타전에 출전 선수로 선정되어 제1차전에서는 팀의 2번째 투수로서 등판, 2이닝을 무안타와 무실점을 포함해 4개의 탈삼진을 기록하여 개인 최고 속도가 되는 156 km/h의 강속구를 기록했다. 마쓰자카는 이 경기에서 MVP로 선정되었다.
같은해 아테네 올림픽 야구 일본 대표팀 선수로 최종 발탁되면서 팀은 캐나다와의 3위 결정전에 승리하면서 팀의 동메달을 획득하는 일조를 했다. 소속팀에 복귀한 이후 정규 시즌에서 팀은 2위를 기록했지만 그 해부터 도입된 플레이오프에서 첫 상대인 닛폰햄전의 선발 투수로 등판, 8회에는 제구력 난조로 점수를 내주는 등 다소 불안한 모습을 보이기도 했지만 타선의 지원을 받아 팀은 10대 7로 승리하여 승리 투수가 되었다.
10월 11일 후쿠오카 돔에서 열린 후쿠오카 다이에 호크스와의 경기(제2 스테이지에서는 제2차전)에서 등판하였지만 기대 이하의 투구로 강판 당하는 등 결국은 승리 투수가 될 수는 없었지만 팀은 연장 10회말에 4대 3으로 승리하면서 팀의 퍼시픽 리그 우승을 이끌었다. 센트럴 리그 우승 팀인 주니치 드래건스와의 일본 시리즈에서는 2차전에 선발 등판해 상대 타자인 다쓰나미 가즈요시에게 3점 짜리 동점 홈런을 허용하는 등 6과 1/3이닝을 던져 8실점을 기록하는 등 패전 투수가 되었지만 팀의 2승 3패로 마지막 수단을 쓸 수 있었던 6차전에서는 8회에 2실점을 기록하면서도 승리 투수가 되었다. 다음날인 7차전에서는 팀의 3번째 투수(중간 계투)로 등판, 1이닝 무실점을 기록해 팀의 일본 시리즈 우승에 기여했다.
이후 니혼 TV의 아나운서인 시바타 도모요와의 결혼을 발표했다.

#### 2005년
5월 18일 교류전인 한신 타이거스전에서 프로 야구 선수로서의 한신 고시엔 구장에서 첫 등판을 했다. 고교 시절 고시엔 구장에서의 15연승과 0개의 피홈런 기록을 가지고 있었지만 이후 경기에서 상대 타자인 히야마 신지로에게 선제 2점 홈런을 허용하는 등 팀은 2대 3으로 패하고 말았다. 고시엔 대회에서의 0개의 피홈런 기록은 끊어지면서 연승 기록도 15승으로 멈추게 되었다. 2005년 시즌 2.30의 평균 자책점을 기록하였음에도 불구하고 14승 13패의 성적으로 기대 이하의 패전 수가 많으면서 한때 슬럼프를 겪기도 하였다. 일부 평론가들은 그의 성적에 대해 “투구의 리듬이 나빠졌기 때문에 팀 중심 타선의 큰 활약은 없었다”라고 지적하면서 본인도 이를 자각하고 다음 시즌의 개선을 목표로 하겠다는 마음을 굳혔다.
시즌 종료 후에는 대리인을 선임하면서 포스팅 시스템을 이용해서 메이저 리그에 도전하겠다는 입장을 밝혔지만 구단 측은 마쓰자카가 FA를 행사했다는 사실을 부인했다.

#### 2006년
오 사다하루 감독이 이끄는 월드 베이스볼 클래식 일본 대표팀 선수로 발탁되어 아시아 지역 예선전(도쿄 돔)인 3월 4일의 대만전에서는 4이닝 1실점, 본선 경기인 3월 14일의 멕시코전에서는 5이닝 무실점, 그리고 3월 20일의 쿠바와의 결승전에서는 경기 시작 전에 목을 다치면서도 기대 이상의 투구로 4회에는 1실점을 기록해 대회 기간 중 선발 투수로서는 모든 경기에서 승리 투수가 되는 등 결과적으로 대회 최고 성적인 3승, 1.38의 평균 자책점을 기록한 공로로 대회 최우수 선수(MVP)로 선정되는 영예를 안게 되었다.
같은 해 6월 9일의 교류전인 한신전에서 1실점 완투승을 거두어 고교 시절에 활약했던 고시엔 구장에서의 프로 첫 승리를 기록하는가 하면, 8회의 타석에서도 2점 홈런을 기록했다. 6월 16일 교류전인 요코하마 베이스타스전에서 191경기만에 개인 통산 100승을 달성했다.
10월 7일, 후쿠오카 소프트뱅크 호크스와의 플레이오프 제1 스테이지의 첫 경기에 선발 등판해 어려운 몸쪽 공격으로 4개의 사구를 허용했지만 사이토 가즈미와의 치열한 투수전 끝에 팀은 1대 0으로 승리하면서 자신도 완봉 승리를 거두었지만 팀은 그 후 2연패를 하면서 제1 스테이지에서는 패했다.
시즌 종료 후 포스팅 시스템을 이용해 메이저 리그인 보스턴 레드삭스가 5,111만 1,111달러 11센트(약 60억엔)로 독점 교섭권을 획득하면서 마쓰자카와의 본격적인 입단 계약 협상에 들어갔다. AP 통신에 따르면, 계약 내용은 6년간 총액 5200만 달러(약 61억 엔) 라고 보도했다. 보스턴 레드삭스가 1998년 여름 고시엔 대회 당시 마쓰자카의 활약상을 주목하고 있어서 구단 관계자가 고시엔 구장에서 결승전 경기를 관전하기도 했다. 레드삭스의 팬이자 미국 국무부 동아태차관보인 크리스토퍼 힐은 중국 베이징에서 열릴 6자 회담에 참석하기 위해 출국 전 기자 회견에서 “오늘 마쓰자카의 입단 교섭은 어떻게 됐어요?”라고 말하는 등 마쓰자카의 레드삭스 입단 교섭 상황을 주시하는 등 큰 관심을 보이기도 했다. 이로써 마쓰자카는 자신의 거취 문제와 관련한 기자회견에서 8년간 몸담았던 세이부에서의 선수 생활을 마치고 메이저 리그로 진출하겠다고 공식 선언했다.

### 보스턴 레드삭스 시절

#### 2007년
메이저 리그 진출 첫 해인 2007년 4월 5일의 캔자스시티 로열스전에서 메이저 리그의 정규 경기 첫 선발로 등판, 최고 속도인 94 mph(약 151 km/h)의 강속구와 다채로운 변화구를 무기로 7회까지 솔로 홈런에 의한 1실점과 10개 탈삼진을 기록하여 승리투수가 되었다. 5월 세 번째주에는 아메리칸 리그의 주간 MVP에 선정되었고, 정규 시즌 마지막 등판이 된 9월 28일의 미네소타 트윈스전에서는 이시이 가즈히사의 14승을 웃돌아 일본의 메이저 리그 신인 투수로서 사상 최다가 되는 15승을(12패) 기록했다.
플레이오프에서는 10월 5일, 아메리칸 리그의 디비전 시리즈로 LA 에인절스와의 제2차전에 첫 등판, 이후 클리블랜드 인디언스와의 리그 챔피언십 시리즈에서는 제3차전(10월 15일)에 선발로 등판했지만 무려 4실점을 기록하는 등 패전 투수가 되었다. 10월 21일에 마쓰자카가 다시 등판, 5회에 2실점을 기록하며 일본인 선수로서는 처음으로 플레이오프 승리투수가 되었다.
세이부에서 활약할 당시 그의 팀 선배인 마쓰이 가즈오가 소속된 콜로라도 로키스와의 월드 시리즈에서 10월 27일 3차전에 선발 등판하여 5회에서 2실점을 기록하는 등 마쓰자카는 일본인 선수로서는 월드 시리즈 승리 투수가 되었을 뿐만 아니라 팀은 다음날인 제4차전에서도 승리하여 월드 시리즈 우승을 제패했다. 1경기에서의 평균 투구수는 108.8개를 기록하여 이것은 메이저 리그에서 1위가 되는 숫자였다.

#### 2008년
5월 27일 시애틀 매리너스전에서 경기 도중 갑작스런 부상으로 부상자 명단에 오르기도 했지만 6월 21일에 복귀, 그러나 메이저 리그 올스타전에 출전하지 못하는 수모를 겪었다. 9월 21일의 토론토 블루 제이스전에서 노모 히데오가 3번째 기록한 16승을 기록하며 일본인으로서는 최다인 18승을 올렸다.
전년도와 마찬가지로 재대결을 하게 된 10월 3일의 디비전 시리즈(제2차전)인 LA 에인절스전에서는 5이닝동안 3실점을 기록하여 승패는 연결짓지 못했지만 팀은 9회에서 기적같은 승리를 거두었다. 10월 10일의 리그 챔피언십 시리즈 제1차전인 탬파베이 레이스와의 경기에서는 7회까지 무실점으로 막아 승리 투수가 되었다. 10월 16일의 제5차전에서는 4회에 5실점을 하여 강판당했지만 팀은 7회 2사까지 0-7로부터의 대역전극을 펼치며 끝내기 승리로 경기를 마무리 지었다. 그러나 팀은 리그 우승을 놓치면서 메이저 리그 2년차의 시즌을 마감했다.
그 해에는 작년에 비해 볼넷이 증가했지만 정규 시즌의 피타율은 리그 1위의 낮음을 자랑하여 주자가 모이게 되면 더욱 낮아지기도 하였다. 플레이오프를 포함해 만루 위기는 15차례나 있었고 밀어내기와 희생 플라이도 많이 있었지만 모두 노히트로 처리했다. 또 원정 경기에서 무패를 기록하여 2008년 시즌 승률(.8620)을 기록해 메이저 리그 승률 부문인 역대 25위에 랭크되었고 메이저 리그 최고의 투수에게 주어지는 사이 영 상의 투표에서는 4위에 오르기도 했다.

#### 2009년

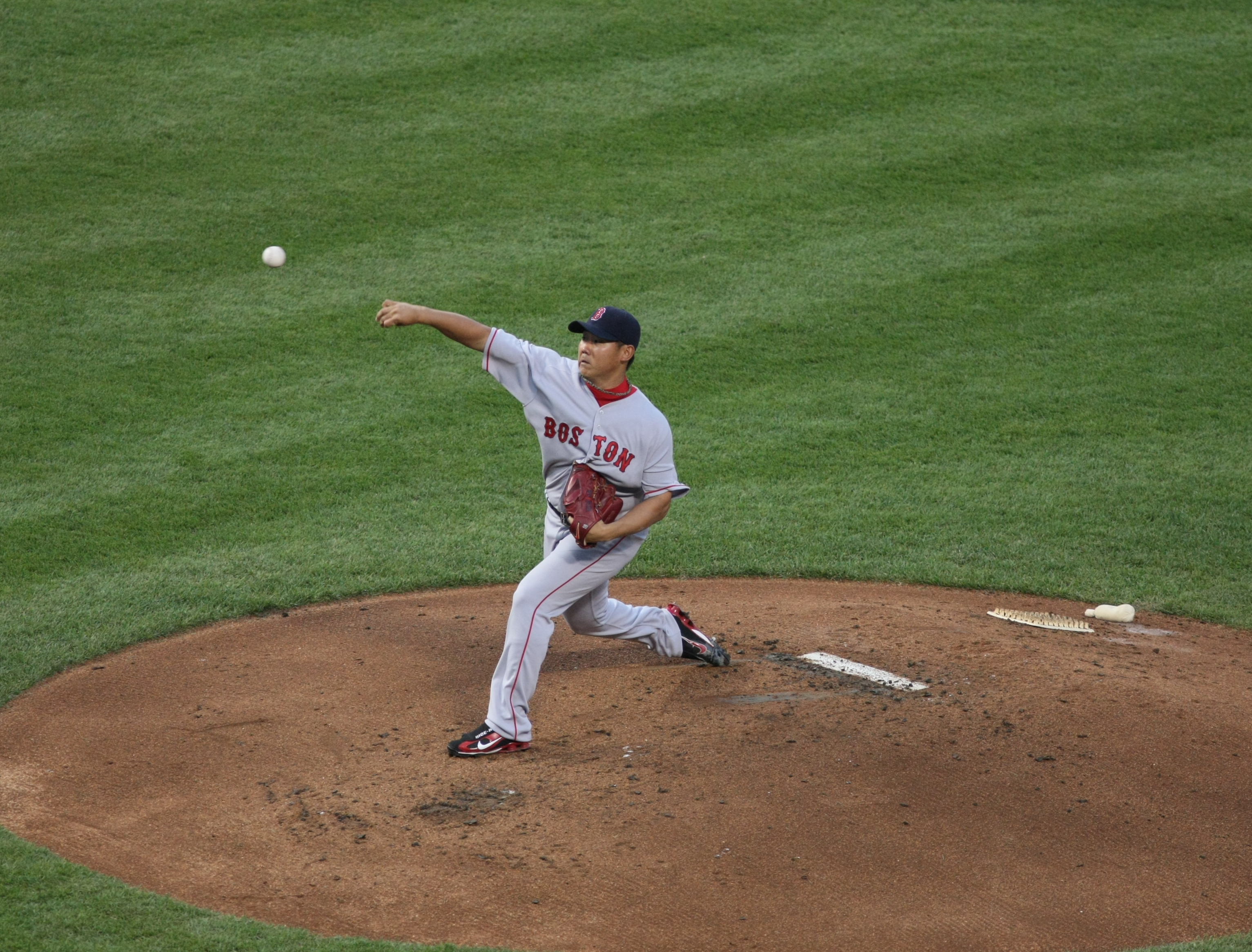
마운드에서 투구 중인 마쓰자카

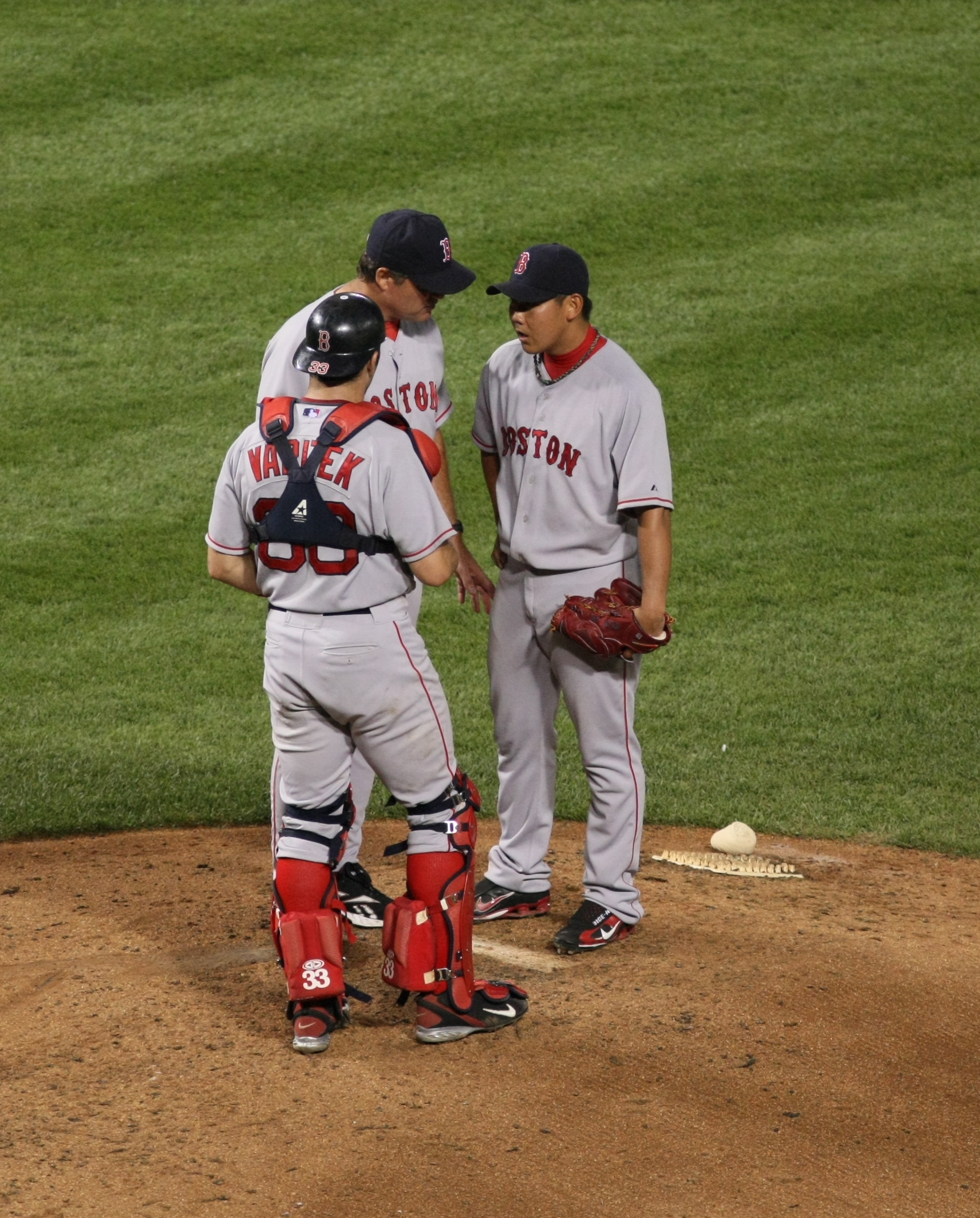
투수 코치와 상의를 하고 있는 마쓰자카

이듬해 하라 다쓰노리 감독이 이끄는 제2회 월드 베이스볼 클래식에 일본 대표팀으로 출전하면서 2006년 대회에 이어 두 번째로 참가하였다. 3월 7일, 도쿄 돔에서 열린 지역 예선 A조 승자전에 대한민국을 상대로 선발 등판한 마쓰자카는 상대 타자인 김태균에게 2점 홈런을 허용하는 것을 포함해 4이닝 동안 피안타 4개(홈런 1개 포함)를 허용하며 2실점하였고, 이 경기에서 승리 투수가 되었다. 이어 그는 3월 15일에 8강 1조 첫 번째 경기인 쿠바전에 선발 등판하여 6이닝 동안 피안타 5개만을 허용하는 동안 탈삼진 8개를 잡으며 무실점으로 호투, 이 경기의 승리투수가 되었다. 3월 23일 마쓰자카는 4강 2경기 미국전에 다시 선발로 등판하여 4와 2/3이닝 동안 5피안타, 볼넷 3개, 탈삼진 4개를 기록하며 2실점, 이 경기에서의 승리투수가 되었다. WBC에서 선발 3승을 올린 마쓰자카는 일본이 제2회 월드 베이스볼 클래식에서 우승하는 데 크게 기여하였으며 전 대회에 이어 두 번째로 대회 MVP에 선정되었다.
그러나 정규 시즌 개막 이후 2경기 연속으로 부상자 명단에 오르는 등 복귀 이후인 6월 2일에 첫 승리를 거두었지만 그 후에도 부진을 겪으면서 21일에 또 다시 부상자 명단에 들어갔다. 그 와중에 일본 언론과의 인터뷰에서 “이 환경속에서 연습을 계속 강요당하면 나는 일본에 있을 때와 같은 피칭은 더 이상 할 수 없게 될 지도 모른다”라고 말해 팀의 조정 방침에 대한 비판적인 발언을 하는 등 후에 자신의 발언에 대한 사과를 하기도 했다.
9월에는 다시 복귀했지만 이 해의 시즌 성적이 4승 6패와 평균 자책점 5.76이라는 프로에 입문한 이후 가장 저조한 성적을 기록했다. 부진의 원인에 대해서는 일본 언론과의 인터뷰에서 WBC가 열리기 전부터 고관절에 이상이 생겨 통증이 있었다는 것을 밝혔지만 이 사실을 보고하지 않은 채 WBC에 출전했고, 시즌 오프가 되면서 일본 언론에 보고했던 것이 시즌 중에 마쓰자카의 부진한 원인을 해명하려던 구단의 분노를 샀다. 그 일 때문인지 마쓰자카는 자신의 행동에 대해서 다시 구단에게 사과를 했다.

#### 2010년
마쓰자카 본인이나 구단 수뇌진은 속구에 반응을 느낀 시즌이라고 되돌아 보면서도 캠프가 열리기 전부터 목에 통증을 호소해 조정이 늦어졌고 시범 경기에서도 2경기에 등판하여 결국 시즌 개막을 부상자 명단에 오르는 등 그대로 시즌을 보내게 되었다. 5월에는 복귀하여 이후 6월 8일에는 미일 통산 150승을 달성했다. 그러나 같은 달 12일에는 오른쪽 팔뚝에 통증을 호소하는 등 부상자 명단에 들어가기도 했다(같은 달 하순에 복귀). 5월 22일의 필라델피아 필리스전에서는 8회 2사까지 노히트 노런을 계속하는 등 호투를 보여주었지만 이후에 선발 등판한 같은 달 27일의 캔자스시티 로열스전에서는 9개의 사사구를 던지는 등 시즌을 통해 투구 패턴이 나쁠 정도의 격렬한 피칭이 계속되었다. 최종적으로는 2년 연속 규정 투구 횟수를 채우지 못해 한 자릿수 승리에만 끝났다. 규정 투구 횟수에 도달하지 않으면서 강판 당할 시에 남긴 주자는 21명과 선발 투수로서 리그 최하위인 10위였다(그 중 중간 계투가 되돌린 것은 6명).

#### 2011년
스프링 트레이닝에서는 동일본 대지진의 영향을 받아 오카지마 히데키, 다자와 준이치, 쇼다 이쓰키와 함께 의연금을 모아 100만 달러를 기부했다. 시즌 개막 후에는 2경기에서 7이닝 10실점을 기록하여 2연패를 당했지만 4월 18일의 토론토 블루제이스전에서는 7이닝 1안타 무실점과 1볼넷, 탈삼진 3개의 투구로 시즌 첫 승리 투수가 되었다.
4월 23일의 LA 에인절스전에서는 8이닝 1안타 무실점과 3볼넷, 탈삼진 9개의 투구로 2승째를 올려 15이닝 연속 무실점을 기록한 것 외에도 5월 4일의 LA 에인절스전에서는 연장 13회에 8번째 투수로서 메이저 리그 진출 후 처음이 되는 중간 계투로서의 등판을 경험했다(2사 만루로부터 2점 적시타를 허용해 패전 투수가 되었다). 그러나 4월 29일의 시애틀 매리너스전에서 경기 도중에 강판되는 등 4월 말경부터 오른쪽 팔꿈치에 통증이 일어나 5월 17일에는 부상자 명단에 올랐고 일시 귀국을 거쳐 6월 10일에는 팔꿈치 인대 수술을 받았다.

#### 2012년
6월 9일 워싱턴 내셔널스전에서 복귀 후 첫 등판하여 구속은 평균 구속 91.5 mph(약 147 km/h), 최고 속도 93 mph(약 150 km/h)를 기록하였지만 5이닝 동안 5개의 피안타, 4실점, 8개의 탈삼진, 볼넷 1개의 투구로 패전 투수가 되었다. 그 후 4경기에 선발 등판하였지만 승리 투수가 되지는 않았고 7월 3일에는 부상으로 인해 부상자 명단에 들어갔다. 8월 27일에 복귀하여 그 날 캔자스시티 로열스전에 선발 등판해 7이닝을 5개의 피안타, 1실점, 6개의 탈삼진, 볼넷 2개, 최고 속도 94 mph(약 151 km/h)를 기록하는 투구로 일본인으로서는 역대 4번째이자 메이저 리그 통산 50승째가 되는 복귀 후 첫 승리 투수가 되었다. 그러나 이후의 등판에서는 모두 4실점 이상을 기록하면서 승리 투수가 되지 못했고, 시즌 최종 등판이 된 10월 3일 뉴욕 양키스전에서는 구로다 히로키와 투수전을 펼쳤지만 2와 1/3이닝을 던져 2개의 피홈런을 포함한 6개의 피안타, 5실점으로 시즌 7패째를 당하는 등 그대로 시즌을 마감했다.

### 뉴욕 메츠 시절

#### 2014년
4월 24일 세인트루이스 카디널스전에서 팀이 9회 4-1로 리드했을 때 등판하여 1이닝을 탈삼진1개 포함 무실점으로 막고 메이저 리그 진출 후 첫 세이브를 올렸다.그러다가 34경기 나와 3승 3패 3홀드 1세이브를 기록하고 나서 메이저리그 생활을 마무리하고 2014시즌 마치고 일본으로 돌아왔다. 메이저리그 8년동안 158경기 출전해 통산 56승 43패 3홀드 1세이브 평균자책점 4.45를 기록했다.

## 일본 프로야구의 복귀

### 2015년
2014년 12월 4일에 3년 12억엔의 대형 계약으로 후쿠오카 소프트뱅크 호크스 입단이 발표되었다, 아라가키 나기사의 이적에 의해서 빈 번이 된 등번호 18을 붙이게 되었다.입단과 앞뒤로 팀 내 친목단체 HAWKS 55년회에도 도중에 가입해 있다. 하지만 2015년 3월 17일 오픈전 등판 후 오른쪽 어깨 근육의 피로등에서 이탈했다. 8월 18일에 내시경하에 의한 "우견 관절순 및 건판 클리닝술" "베넷 골극 절제술" "후방 관절포해리술"을 받았다.

### 2016년
2016년 10월 2일 2016 시즌 최종전이 된 도호쿠 라쿠텐 골든이글스 전에서, 2006년 10월 7일 이래 약 10년만의 1군 마운드에 오른 것이, 결국, 소프트뱅크 시대 유일한 공식전 등판이 되었다.이 복귀 등판은 사전에 보도되어 라쿠텐 감독의 나시다 마사타카도 전 팀메이트인 마츠이 가즈오를 대타로 출장 등 큰 화제가 되었다. 그러나, 그 마츠이에게 초구로부터 사구를 주는 등 1회에 피안타 3, 4 사구 4 폭투 1의 5실점(자책점은 2) 기록하고 다음날 1군 등록을 말소되었다, 그러나, 이러한 상황에서 은퇴를 표명하지 않고 현역 속행을 시사하는 마츠자카에는, 팬이나 구단 관계자로부터도 부정적인 의견이 잇따랐다. 2016년 오프에는 푸에르토리코의 윈터 리그에 참가했다.

### 2017년
2017년 오픈전 히로시마 카프 전에서 7회 무안타 무실점의 투구를 보여, 4월 15일의 오릭스 버팔로스전에서 첫선발의 예정이었지만 오른쪽 어깨의 이변으로 급거 회피했다. 이후 2군에서도 실전 등판은 없고 재활 생활을 계속했다. 2017년에 3년 계약이 만료되어, 구단은 한 번 마츠자카를 지배하 등록으로부터 제외해, 2018년부터는 육성 선수 계약이나 코치 계약을 맺은 후의 재활 계속을 타진했지만, 마츠자카는 이것을 거부한 것이 보도되었다. 스포츠 라이터의 이시다 유타는 마츠자카에 육성 선수 계약을 맺게 하는 것에 대해 "프로의 긍지를 해치는 발상"이라고 비판하고 있었다. 11월 5일에 소프트뱅크를 퇴단하는 것이 발표되었다. 탈퇴시에는 소프트뱅크로부터 코치의 오퍼가 있었지만 거절했다고 일부에서는 보도되었지만, 마츠자카는, 탈퇴 후의 오구라 세이이치로와의 대담에서 코치의 정식적인 오퍼는 없고, 그 후, 데니 유리로부터 연락이 있던 것을 말하고 있다. 소위말하는 먹튀였다. 탈퇴 발표 후에, 시코쿠 아일랜드 리그 plus의 코치 파이팅 도그스가 획득을 목표로 하고 있던 것이 후에 밝혀지고 있지만, 마츠자카 본인에게 이야기가 전해졌는지는 불명하다

### 2018년
먹튀생활을 보낸 마스자카는 2017년 12월 21일, 주니치 드래곤즈가 입단 테스트를 실시하는 것을 발표했고 2018년 1월 23일, 나고야 구장의 옥내 연습장에서 완전 비공개로 테스트를 해, 합격했다. 세이부 라이온스 시대의 마츠자카를 코치로서 아는 모리 시게카즈 감독도 "수고할 때까지 하면 된다"라고 후원했다. 등번호는 "99"이었고, 연봉은 추정 1,500만엔 플러스 거래량 지불의 1년 계약을 했다. 1월 31일자로 지배하 등록 공시되어 정식으로 입단했다, 2018년 4월 5일 요미우리 자이언츠 전에 일본 프로야구계에선 2006년 9월 26일 지바 롯데 마린스 전 이후 첫 선발 등판해 패전투수가 되긴 했지만 5회 3실점(2자책), 4월 30일 요코하마 DeNA 베이스타스와의 경기에서 시즌 세 번째 선발등판, 6회를 8사구하면서도 피안타 3과 요소를 묶어 볼넷 1실점으로 막고 일본에서는 2006년 9월 19일 소프트뱅크 호크스 전 이후 4번째 등판.5월 17일, 나고야시의 백화점, 마츠자카의 "마쓰자카 드래곤즈를 우승시키는 모임"으로부터, 이적 후 첫승리를 기념해 "헤세이의 서"의 순금제 소판(무게 30g 30만엔 상당)을 증정되었다. 소판에는 "축초승리 마츠자카 다이스케님" 등으로 각인되고 있다.이것은 마츠자카가 같은 "마츠사카"연결인 것도 있다. 입단시부터 기획을 생각하고 있었다고 하는 것으로, 고판을 손에 든 마츠자카 본인 가로되, "어렸을 때에 장난감 소판은 받은 적은 있습니다만, 진짜는 처음입니다"라고 웃는 얼굴을 하고 있었다. 같은 달 20일의 한신 타이거스 전(나고야 돔)에서는, 6회 1실점으로 2승째의 투구와 함께 올스타 팬투표에서는 세의 선발투수 부문 2위에 약 15만표 차로 뽑혀 12년만에 올스타에 출전했으나. 같은 해 7월13일 2이닝 예정으로 선발 등판한 올스타전 1차전에선 1이닝 5실점(피홈런 2)으로 떨어졌다. 2018 시즌 마쓰자카 다이스케는 주니치 유니폼을 입고 11경기에 나와 11경기 모두 선발로 나왔다. 6승 4패 방어율 3.74를 기록해 부활의 신호탄을 알렸다. 그렇게 마쓰자카는 2019 시즌을 앞두고 다시 과거 그의 등번호 18번을 달게 되었다.

### 2019년
2018년 시즌을 화려하게 부활의 시즌을 보낸 마쓰자카(松坂) 하지만 2019년 스프링 캠프에서 오른쪽 어깨를 다치면서 전반기를 2군에서 보냈다. 1군은 불과 2경기 등판에 그쳤고 선발투수로 출전한 7월 27일은 1회 초 8안타 8실점으로 어려운 등판 내용이었다.그러다가 먹튀로 선수로 전략을 하고 10월 5일 주니치 드래곤스에 탈퇴할 방침이 발표하고 12월 2일 FA 자유 계약 선수로 공시되었다가 2019년 12월 3일 14년만에 친정팀 사이타마 세이부 라이온스에 이적을 했다. 계약금은 3000만엔(한화 3억원)이었고 등번호는 16번을 받았다.

### 2020년
그렇게 친정팀인 세이부 라이온스에 입단한 마쓰자카(松坂) 부활을 기대했지만 2020년은 코로나 19의 감염 확대에 의해, 시즌 개막이 늦어지는 가운데, 6월 7일에 주니치 드래건스와의 연습 시합에 등판해 1회를 무실점으로 막았지만, 최종적으로 개막 1군 멤버에서 제외되었다. 그러다가 7월 5일에 목의 통증과 오른손의 저림 대책을 위해 척추 내시경 경추 수술을 받았다고 발표했다. 이 해에는 한 번도 경기에 출전하지 않았다. 

### 2021년
2021년에도 오른손 저림의 영향으로 1군, 2군 모두 실전 등판이 없는 채 7월 7일에 시즌을 마지막으로 현역 은퇴를 발표했다. 그러다가 10월 19일로 예정되어 있는 대 홋카이도 니혼햄 파이터스와의 은퇴 시합에서 등번호 18을 착용하고 등판하기로 결정되어, 10월 14일자로 등번호 변경이 공시되었다.

## 은퇴 경기
2021년 10월 19일, 세이부 돔에서의 홋카이도 니혼햄 파이터스전에 선발 등판해 곤도 겐스케에게 5구끝에 볼넷을 주었다. 최고속도는 118㎞였다. 그렇게 처음이자 마지막으로 1군에서 던진 마지막 경기였다. 경기 끝나고 야구 해설가이자 야구 평론가인 오쿠보 히로모토는 척추상태가 어지러워 걷기도 힘들 정도였다고 하며 "그 야구를 좋아해서 은혜를 갚으려고 하는 마츠자카 다이스케가 자신으로부터 땡땡이 친다, 응석부린다거나 하는 것은 100% 없어요"라고 이미 연습조차 어려운 상황이었다는 것을 설명했다.

## 플레이 스타일

### 투구
투구 폼은 와인드업 중에 높은 직구의 스리쿼터로 퀵모션은 1.0초대로 매우 빠르다. 평균 구속 91.7 mph(약 147.6 km/h), 최고 속도 97 mph(약 156 km/h)의 속구(포심 패스트볼, 투심 패스트볼, 컷 패스트볼, 원심 패스트볼)에 가세하면서 2종류의 슬라이더, 커브, 여러 종류의 체인지업(서클 체인지업, 스플릿트 체인지업, 스트레이트 체인지업, 팜 체인지업), 스플릿 핑거를 구분해서 던질 수 있으며 세로에 변화하는 슬라이더로 삼진을 빼앗는 경우가 많다.
2010년부터는 속구 중심의 피칭이 되어 팀 동료에게서는 메이저 리그 4년 간 “최고의 구위였다”라는 평가를 얻었다.

#### 자이로볼 논쟁
메이저 리그 스카우트들 사이에 “마쓰자카는 자이로볼을 던진다”라는 소문이 났던 적이 있어 정작 마쓰자카 본인도 처음엔 무슨 일인가가 모르고 있었지만 그의 주무기 하나인 140 km/h를 넘는 컷 볼의 누락구이다. 볼의 회전축이 볼의 진행 방향과 같은 방향(나사나 탄환을 상상하면 이해하기 쉽다)이면서 항력이 작기 때문에 자이로볼의 일종으로 여겨지기도 하였지만 속구와 달라 백스핀의 양이 적기 때문에 중력에 따라 10 cm 수직에 날카롭게 떨어지는 구질이 된다.

### 타격
고교 시절에는 4번 타자를 맡았던 적도 있어 고교 통산 14개의 홈런을 기록했다. 타격에 고민하는 야수에게 타격에 대한 조언을 보내기도 하면서 2003년 4월 21일의 오릭스 블루웨이브전에서는 마쓰자카로부터 “체인지업을 노리면 재미있지 않은가”라고 조언했는데 고토 다케토시가 구대성의 체인지업을 파악하고 홈런을 때린 적이 있다. 퍼시픽 리그에 소속된 투수는 타격 연습을 거의 하지는 않지만 마쓰자카는 기분 전환도 할 겸해서 훈련을 하고 있었다. 그러나 보스턴 레드삭스에 입단한 2007년의 춘계 스프링 캠프에서는 자신의 방망이까지 지참했는데도 불구하고 코치진들이 타격 연습을 시켜 주지 않았다.
- 2000년 8월 7일의 오릭스전에서는 9회 2사 만루 상황에서 대타로 등장해 구리야마 사토시로부터 7구째를 중견수 앞에 안타를 때려내 2타점을 기록했다. 지명 타자 제도를 시행한 이후에는 투수가 안타를 기록한 것은 4번째이다.
- 2002년 일본 시리즈에서 당시 이하라 하루키 감독은 투수를 8번에 두고 9번 타자를 정규 시즌과 마찬가지로 다카기 히로유키로 하는 것을 시사하고 있었지만 마쓰자카에게서는 7번 타자로 뛰게 했다.
- 2006년 6월 9일의 센트럴·퍼시픽 교류전인 한신 타이거스전(한신 고시엔 구장)에서는 8회초 2사 3루 상황에서 다윈 쿠비얀으로부터 150 km/h의 높은 직구를 노려 2점 홈런을 때려냈다. 지명 타자 제도가 시행된 이후 퍼시픽 리그의 투수로서는 4번째 기록이 되었다.
- 메이저 리그에서의 마쓰자카는 지명 타자 제도를 시행하고 있는 아메리칸 리그의 소속팀 때문에 2007년 6월 10일 애리조나 다이아몬드백스전의 첫 타석에서 랜디 존슨으로부터 2타석 연속 삼진을 당했고 6월 22일의 샌디에이고 파드리스전에서도 그레그 매덕스와 상대했지만 2타석 모두 내야 땅볼에 그치는 등 메이저 리그 1년차의 정규 시즌은 무안타로 끝났다. 그러나 10월 27일의 월드 시리즈 3차전인 콜로라도 로키스전에서는 3회초 2사 만루 상황에서 조시 포그의 첫 구를 노려 메이저 리그 이적 후 첫 안타를 때려내며 2타점을 기록했다. 월드 시리즈의 보스턴 레드삭스 투수가 2타점을 기록한 사례는 사이 영, 베이브 루스에 이은 역사상 3번째이다.

### 수비
세이부 시절에는 타구 처리에 대한 높은 평가를 받아, 일본 프로 야구에서의 8년 동안 골든 글러브상을 7차례나 수상했다(2002년에만 투구회와 등판한 경기 수의 부족으로 골든 글러브상의 유자격자는 아니었다).
보스턴 레드삭스로 이적한 이후에는 플러스 마이너스 시스템 및 수비 방어점의 평가가 각각 2007년은 ±0과 -1, 2008년은 +2와 +1, 2009년은 -1과 -2, 2010년은 +2와 -1로 대개 평균적인 수비력을 나타내는 숫자가 나와 있다.

## 에피소드

### 새로운 말·유행어 대상
프로 데뷔 연도인 1999년에는 같은 해 프로에 입문한 우에하라 고지(요미우리 자이언츠)와 함께 동년 새로운 말·유행어 대상의 연간 대상으로 선정되었다.

### 교통 법규 위반 은폐 사건
2000년 9월 13일 마쓰자카는 결혼 전 니혼 TV의 아나운서인 시바타 도모요(현재 마쓰자카의 부인)와 교제할 당시 시바타가 거주하고 있는 자택 앞에 세워둔 구단 명의로 된 차가 주차 위반 처분을 부과 받은 적이 있다. 마쓰자카는 그 해 8월경에 자동차를 운전하던 도중 속도 위반으로 면허 정지 처분을 받은 적이 있었는데 당시 세이부 구단의 구로이와 아키라(전 스피드 스케이팅 선수이자 1988년 캘거리 동계 올림픽 동메달 리스트, 2004년 12월부터 2006년 12월까지 세이부 구단 대표를 지냄) 홍보 과장이 마쓰자카를 대신해서 경찰에 출두했다.
그러나 “마쓰자카의 교통 위반 사건이 은폐되었다”라는 유력 시사 주간지에 의해 보도되면서 파문이 확대되자 경찰은 마쓰자카를 도로 교통법 위반(무면허 운전, 주차 위반), 구로이와 홍보 과장도 사건을 은폐한 혐의를 적용해 도쿄 지검에 사건을 송치 했다. 그 결과 약식 기소에 의해 벌금 19만 5000엔의 약식 명령을 받았지만 구단 직원이 마쓰자카의 주차 위반 은폐 사건에 관여했던 사실이 밝혀지면서 구단 이미지가 실추될 위기에 몰리자 당시 구단 사장과 구로이와 홍보 과장은 사건의 책임을 물어 사의를 표명, 사표를 제출했다. 또, 마쓰자카가 당시 사이타마 현 경찰청으로부터 교통 안전 캠페인의 이미지 캐릭터로 선정된 적이 있어 일본 사회에 충격과 격렬한 비판을 받았다. 이것을 중요하게 본 구단측은 궁지에 몰리고 있는 마쓰자카를 무기한 근신 처분을 내렸지만, 근신 처분은 1개월 미만으로 낮추는 등 사건은 일단락 되었다.

### 다이스케의 저주
아마추어 시대인 고교 야구 대회에서의 연패와 같은 훌륭한 성적을 기록한 것에 비해 정작 프로에 입문한 이후에는 소속팀의 우승 쟁탈이나 올림픽의 메달 경쟁 등 국제 대회와 같은 거대한 무대에서 기대 이하의 투구로 부진하는 등 우승에 인연이 없는 투수였다. 마쓰자카가 부상으로 출전하지 못한 2002년에는 세이부가 퍼시픽 리그 우승을 제패했기 때문에 팬들 사이에서는 ‘다이스케의 저주’(ダイスケの呪い)라고 불릴 정도였다.
그러나 2004년 아테네 올림픽 준결승전에서는 호투하면서도 팀 타선의 부진으로 패했지만 페넌트레이스에서는 순조롭게 승리 투수가 되는 등 특히 약점으로 여겨진 포스트 시즌에서 후쿠오카 다이에 호크스와의 플레이오프 2차전과 5차전에 호투를 하여 세이부를 리그 우승으로 이끌었다. 이후 주니치 드래건스와의 일본 시리즈에서는 2차전에 선발로 등판하여 무려 8실점을 기록하는 등 패전 투수가 되었지만, 마지막 수단을 쓸 수 있었던 6차전에서는 초반에 리드를 빼앗기면서도 결국 2점으로 막아내 자신의 첫 시리즈 승리 투수가 되었다. 다음날인 7차전에서도 중간 계투로 등판해 팀은 일본 시리즈 우승에 기여했다.
2006년 월드 베이스볼 클래식에서도 대회 성적인 3승을 기록하여 팀의 우승에 기여하면서 이 대회에서의 MVP로 선정되는 등 국제 무대에서 약하다고 하는 ‘저주’를 완전하게 불식시켰다.

### 검도와속구
마쓰자카는 어린 시절에 검도를 배운 적이 있었는데, 2006년 소년 야구 교실에서 일일강사로 활동할 당시 “직구를 빠르게 던질려면 어떻게 하면 좋으냐”라는 한 학생의 질문에 “검도를 하면 등골과 손목이 단련되는 데 큰 도움이 된다”라고 대답했다. 어린 시절에 배웠던 검도는 그가 현재 던지고 있는 속구의 기초가 되고 있다는 것을 알 수 있는 대목이다.

## 상세 정보

### 출신 학교
- 요코하마 고등학교

### 선수 경력
NPB
- 세이부 라이온스(1999년~2006년, 2020년~2021년)
- 후쿠오카 소프트뱅크 호크스(2015년~2017년)
- 주니치 드래곤스(2018년~2019년)

MLB
- 보스턴 레드삭스(2007년~2012년)
- 뉴욕 메츠(2013년~2014년)

국가 대표 경력
- 2000년 시드니 올림픽 일본 국가대표
- 2004년 아테네 올림픽 일본 국가대표
- 2006년 월드 베이스볼 클래식 일본 국가대표
- 2009년 월드 베이스볼 클래식 일본 국가대표

### 수상·타이틀 경력

#### 타이틀
- 다승왕: 3회(1999년~2001년)
- 최다 탈삼진: 4회(2000년, 2001년, 2003년, 2005년)
- 최우수 평균 자책점: 2회(2003년, 2004년)

#### 수상
- 신인왕(1999년)
- 사와무라 에이지상: 1회(2001년)
- 베스트 나인: 3회(1999년~2001년)
- 골든 글러브상: 7회(1999년~2001년, 2003년~2006년)
- JA 전농 Go·Go상: 3회(2003년 5월, 2005년 5월, 2006년 5월) ※모두 최다 탈삼진상
- 올스타전 MVP: 1회(2004년 1차전)
- 월드 베이스볼 클래식 MVP: 2회(2006년, 2009년)
- 일본 프로 스포츠 대상: 2회(1999년, 2007년)[22]
- 호치 프로 스포츠 대상: 1회(1999년)
- 마이니치 스포츠인상: 2회(1999년, 2007년)[23]
- 넘버 MVP상: 1회(1999년)

#### 국제 대회
- 아테네 올림픽 동메달(2004년)

### 주요 기록

#### 투수 기록
- 첫 등판·첫 선발·첫 승리: 1999년 4월 7일, 대 닛폰햄 파이터스 2차전(도쿄 돔), 8이닝 5안타 2실점
- 첫 탈삼진: 상동, 1회말에 이데 다쓰야로부터
- 첫 완투: 1999년 4월 14일, 대 오사카 긴테쓰 버펄로스 2차전(세이부 돔), 9이닝 3안타 2실점에서 패전 투수
- 첫 완투 승리·첫 완봉 승리: 1999년 4월 27일, 대 지바 롯데 마린스 4차전(세이부 돔)
- 첫 세이브: 2000년 5월 9일, 대 지바 롯데 마린스 6차전(세이부 돔), 7회초에 2번째 투수로서 구원 등판·마무리, 3이닝 무실점

#### 타격 기록
- 첫 타석·첫 안타·첫 타점: 2000년 8월 7일, 대 오릭스 블루웨이브 19차전(그린 스타디움 고베), 9회초에 구리야마 사토시로부터 중전 2점 적시타
- 첫 홈런: 2006년 6월 9일, 대 한신 타이거스 4차전(한신 고시엔 구장), 8회초에 다윈 쿠비얀으로부터 좌중간에 2점 홈런

#### 기록 달성 경력
- 통산 1000투구 이닝: 2004년 9월 17일, 대 후쿠오카 다이에 호크스 25차전(후쿠오카 돔), 7회말 3아웃에 아라카네 히사오를 삼진으로 달성 ※역대 299번째.
- 통산 1000탈삼진: 2005년 5월 18일, 대 한신 타이거스 2차전(한신 고시엔 구장), 4회말에 가네모토 도모아키로부터 ※역대 114번째.
- 통산 100승: 2006년 6월 16일, 대 요코하마 베이스타스 4차전(인보이스 세이부 돔) ※역대 120번째.[24]

#### 기타
- 1이닝 4개 탈삼진: 2004년 9월 17일, 대 후쿠오카 다이에 호크스 25차전(후쿠오카 돔)[25]
- 올스타전 출장: 7회(1999년~2001년, 2004년~2006년)[26]

### 등번호
- 18(1999년~2012년, 2015년~2017년, 2019년, 2021년 10월 19일)
- 16(2013년~2014년, 2020년~2021년)
- 99(2018년)

### 연도별 투수 성적
| 연 도     | 소 속      | 등 판 | 선 발 | 완 투 | 완 봉 | 무 4 구 | 승 리 | 패 전 | 세 이 브 | 홀 드 | 승 률 | 타 자 | 이 닝  | 피 안 타 | 피 홈 런 | 볼 넷 | 고 4 | 몸 맞 | 탈 삼 진 | 폭 투 | 보 크 | 실 점 | 자 책 점 | 평 자 책 | W H I P |
| --------- | ---------- | ----- | ----- | ----- | ----- | ------- | ----- | ----- | -------- | ----- | ----- | ----- | ------ | -------- | -------- | ----- | ---- | ----- | -------- | ----- | ----- | ----- | -------- | -------- | ------- |
| 1999년    | 세이부     | 25    | 24    | 6     | 2     | 0       | 16    | 5     | 0        | --    | .762  | 743   | 180.0  | 124      | 14       | 87    | 1    | 8     | 151      | 5     | 2     | 55    | 52       | 2.60     | 1.17    |
| 2000년    | 세이부     | 27    | 24    | 6     | 2     | 0       | 14    | 7     | 1        | --    | .667  | 727   | 167.2  | 132      | 12       | 95    | 1    | 4     | 144      | 2     | 0     | 85    | 74       | 3.97     | 1.35    |
| 2001년    | 세이부     | 33    | 32    | 12    | 2     | 1       | 15    | 15    | 0        | --    | .500  | 1004  | 240.1  | 184      | 27       | 117   | 1    | 8     | 214      | 9     | 1     | 104   | 96       | 3.60     | 1.25    |
| 2002년    | 세이부     | 14    | 11    | 2     | 0     | 0       | 6     | 2     | 0        | --    | .750  | 302   | 73.1   | 60       | 13       | 15    | 1    | 7     | 78       | 2     | 1     | 30    | 30       | 3.68     | 1.02    |
| 2003년    | 세이부     | 29    | 27    | 8     | 2     | 1       | 16    | 7     | 0        | --    | .696  | 801   | 194.0  | 165      | 13       | 63    | 2    | 9     | 215      | 4     | 0     | 71    | 61       | 2.83     | 1.17    |
| 2004년    | 세이부     | 23    | 19    | 10    | 5     | 0       | 10    | 6     | 0        | --    | .625  | 601   | 146.0  | 127      | 7        | 42    | 0    | 6     | 127      | 5     | 0     | 50    | 47       | 2.90     | 1.16    |
| 2005년    | 세이부     | 28    | 28    | 15    | 3     | 3       | 14    | 13    | 0        | 0     | .519  | 868   | 215.0  | 172      | 13       | 49    | 0    | 10    | 226      | 9     | 0     | 63    | 55       | 2.30     | 1.03    |
| 2006년    | 세이부     | 25    | 25    | 13    | 2     | 2       | 17    | 5     | 0        | 0     | .773  | 722   | 186.1  | 138      | 13       | 34    | 0    | 3     | 200      | 5     | 0     | 50    | 44       | 2.13     | 0.92    |
| 2007년    | BOS        | 32    | 32    | 1     | 0     | 1       | 15    | 12    | 0        | 0     | .555  | 874   | 204.2  | 191      | 25       | 80    | 1    | 13    | 201      | 5     | 0     | 100   | 100      | 4.40     | 1.32    |
| 2008년    | BOS        | 29    | 29    | 0     | 0     | 0       | 18    | 3     | 0        | 0     | .857  | 716   | 167.2  | 128      | 12       | 94    | 1    | 7     | 154      | 5     | 0     | 58    | 54       | 2.90     | 1.32    |
| 2009년    | BOS        | 12    | 12    | 0     | 0     | 0       | 4     | 6     | 0        | 0     | .400  | 283   | 59.1   | 81       | 10       | 30    | 1    | 2     | 54       | 8     | 0     | 38    | 38       | 5.76     | 1.87    |
| 2010년    | BOS        | 25    | 25    | 0     | 0     | 0       | 9     | 6     | 0        | 0     | .600  | 664   | 153.2  | 137      | 13       | 74    | 1    | 8     | 133      | 4     | 0     | 84    | 80       | 4.69     | 1.37    |
| 2011년    | BOS        | 8     | 7     | 0     | 0     | 0       | 3     | 3     | 0        | 0     | .500  | 167   | 37.1   | 32       | 4        | 23    | 0    | 1     | 26       | 0     | 0     | 24    | 22       | 5.30     | 1.47    |
| 2012년    | BOS        | 11    | 11    | 0     | 0     | 0       | 1     | 7     | 0        | 0     | .125  | 215   | 45.2   | 58       | 11       | 20    | 0    | 3     | 41       | 3     | 0     | 43    | 42       | 8.28     | 1.71    |
| 2013년    | NYM        | 7     | 7     | 0     | 0     | 0       | 3     | 3     | 0        | 0     | .500  | 166   | 38.2   | 32       | 4        | 16    | 0    | 5     | 33       | 0     | 0     | 21    | 19       | 4.42     | 1.24    |
| 2014년    | NYM        | 34    | 9     | 0     | 0     | 0       | 3     | 3     | 1        | 3     | .500  | 359   | 83.1   | 62       | 6        | 50    | 5    | 6     | 78       | 6     | 0     | 38    | 36       | 3.89     | 1.34    |
| 2016년    | 소프트뱅크 | 1     | 0     | 0     | 0     | 0       | 0     | 0     | 0        | 0     | ----  | 10    | 1.0    | 3        | 0        | 2     | 0    | 2     | 2        | 1     | 0     | 5     | 2        | 18.00    | 5.00    |
| 2018년    | 주니치     | 11    | 11    | 0     | 0     | 0       | 6     | 4     | 0        | 0     | .600  | 253   | 55.1   | 50       | 5        | 32    | 0    | 5     | 51       | 1     | 0     | 25    | 23       | 3.74     | 1.48    |
| 2019년    | 주니치     | 2     | 2     | 0     | 0     | 0       | 0     | 1     | 0        | 0     | .000  | 32    | 5.1    | 12       | 0        | 2     | 0    | 3     | 2        | 0     | 0     | 10    | 10       | 16.88    | 2.63    |
| NPB：11년 | NPB：11년  | 218   | 203   | 72    | 18    | 7       | 114   | 65    | 1        | 0     | .637  | 6063  | 1464.1 | 1167     | 117      | 538   | 6    | 65    | 1410     | 43    | 4     | 548   | 494      | 3.04     | 1.16    |
| MLB：8년  | MLB：8년   | 158   | 132   | 1     | 0     | 1       | 56    | 43    | 1        | 3     | .566  | 3444  | 790.1  | 721      | 85       | 387   | 9    | 45    | 720      | 31    | 0     | 406   | 391      | 4.45     | 1.40    |

- 2019년 기준, 굵은 글씨는 시즌 최고 성적.

## 같이 보기
- 사와무라 에이지상
- 일본 프로 야구 최우수 신인